# Stadthalle Weißenfels
Die Stadthalle Weißenfels ist eine Sport- und Mehrzweckhalle in der sachsen-anhaltischen Stadt Weißenfels. Die Halle ist Spielstätte des Basketballvereins Mitteldeutscher Basketball Club (MBC), momentan in der Basketball-Bundesliga, und des Floorballvereins UHC Sparkasse Weißenfels, mehrfacher deutscher Meister der Herren.

## Geschichte
Die im Juni 2002 eingeweihte Stadthalle hat die Außenmaße von 73 × 51 m und bietet maximal 3.000 Zuschauern Platz, wovon 2.300 auf festinstallierten Sitzen Platz nehmen können. Das Gebäude besteht aus einem Stahlbeton-Massivbau mit Stahldachtragwerk. Der Innenraum bietet eine Spielfläche von 48 m Länge und 33 m Breite bei einer Höhe von neun Metern. So können u. a. die Hallensportarten Handball, Basketball, Unihockey, Badminton oder Volleyball normgerecht unter Wettkampfbedingungen veranstaltet werden. Die Baukosten der Halle lagen bei 8,05 Mio. Euro. Davon kamen 2,16 Mio. Euro über das Sonderförderprogramm „Goldener Plan Ost“.